# 杨琪良
杨琪良（1914年2月—2003年9月21日），河北任丘人，中华人民共和国政治人物、外交官。

## 生平

### 参加革命
1929年夏考入保定私立培德中学读书。不久因家境贫困，被迫考公费学校，于1930年考入保定的河北省立第二师范学校。在二师读书时参加了共产党组织的爱国学生运动，1931年参加革命（“社会科学研究会”和反帝大同盟）。在九一八事变后华北抗日救亡运动冲击下，1932年春当局宣布解散河北省立第二师范学校，作为学生骨干参加了著名的“保定二师学潮”运动，并加入中国共青团。学潮后期，党组织决定将大部分学生疏散回家，杨琪良回到家乡在本村任小学教员。1937年七七事变后与进步青年高万德等一起组建了“抗日救国会”发动群众工作，出版《群声报》。1937年10月加入中國共產黨，保属特委军事部部长、老红军孟庆山的领导下组建河北游击第十四支队，高万德任支队长，杨琪良任政治主任。1937年11月初帮助爱国士绅高士一组建河北人民抗日自卫军第五路，任政治部主任。仅3个月时间，他们就组织起3000余人的抗日武装队伍，并逐渐向东发展到文安县、霸县及胜芳镇，部队一度扩充到七八千人，后经整顿编成3个团，共5400余人。后改编为八路军第三纵队独立第一支队、八路军冀中军区独立第四支队，一直担任政治部主任。1939年3月改编为八路军第一二〇师独立第一旅，任政治部主任。1940年11月独一旅兼晋绥军区第四军分区。1942年11月调防陕甘宁边区，接防三五九旅兼任绥德警备区。1943年4月，杨琪良与绥德县妇救会干部白淑贞结婚，地委书记兼警备区政委习仲勋等参加婚礼，翌年杨琪良作为证婚人之一参加了习仲勋与齐心的结婚仪式。1943年4月3日，中共中央发布《关于继续开展整风运动的决定》，并决定在整顿党的作风的同时，进行一次普遍审查干部的运动。杨琪良也一度受到怀疑，经组织审查，最后做出了“历史清楚，没有什么问题”的结论。
解放战争时期，任独立第一旅副政委兼政治部主任。1947年冬季新式整军运动中，杨琪良撰写的《九天阶级教育初步总结报告》得到毛泽东批示：“此件很好！”1949年任中国人民解放军第一军第二师副政委兼政治部主任、军党委委员等職務。

### 外交生涯
中華人民共和國建立後，1950年7月調入外交部工作，出任中国驻波兰大使馆政务参赞，在彭明治大使病休期间主持工作，以临时代办身份解决波兰运往中国的抗美援朝的物资问题，组织接待宋庆龄率团参加华沙世界和平大会、周恩来总理出访波兰等重大活动。1955年1月，外交部总务司成立，杨琪良为首任司长，负责外交部行政后勤基建、外事财务、外交服务人员管理等，筹建驻外使馆用房，组织领导外国驻华使馆区建设、外交干部宿舍区建设等营建工作。1958年10月至1959年9月，在外交部领导下，杨琪良直接领导中央交办的钓鱼台国宾馆规划、设计、施工，在中央和全国各方面的支持下仅用10个月的时间建成。
1961年8月，杨琪良出任中华人民共和国驻摩洛哥大使。1962年8月，撰写摩洛哥邻国阿尔及利亚情况报告，再次受到毛主席表扬，批示说“此件值得一阅”，并指出：“中央对国内很多情况不清楚，许多领导机关封锁消息，不作论证性的报告，事前不请示，事后不报告，实行独立王国。而国外使馆消息，却如此认真而迅速。”在任摩洛哥大使期间，杨琪良还成功组织领导了接待周总理、陈毅副总理访问摩洛哥（非洲10国行）重大外事活动。在周总理一行即将访问阿尔及利亚期间，杨琪良获悉阿尔及利亚国内出现政变可能的消息（后来政变并未发生），为保证中国代表团的安全，杨琪良及时将这一重要消息报告总理，让代表团提前做好了应对准备。
1969年7月，杨琪良出任中华人民共和国驻阿尔及利亚大使。1971年8月，出任中华人民共和国驻尼日利亚大使。1973年9月，回国任外交部政治部主任。1979年8月，出任中华人民共和国驻葡萄牙大使。1983年12月离休。
2003年9月21日，杨琪良在北京病逝，终年89岁。

## 家庭
1943年與白淑貞結婚，育有四女一子，女楊延林、楊津林、楊蘭蘭、楊曉林、子楊平平。鳳凰衛視記者秦楓是其外孫女。